# بابلو فيرو
بابلو فيرو (بالإنجليزية: Pablo Ferro)‏ هو مصمم جرافيك وشخصية أعمال أمريكي، ولد في 15 يناير 1935 في Antilla, Cuba ‏ في كوبا، وتوفي في 16 نوفمبر 2018 في سيدونا في الولايات المتحدة بسبب ذات الرئة.

## وصلات خارجية
- بابلو فيرو على موقع IMDb (الإنجليزية)
- بابلو فيرو على موقع قاعدة بيانات برودواي على الإنترنت (الإنجليزية)
- بابلو فيرو على موقع قاعدة بيانات الفيلم (الإنجليزية)